# گردشگری کشاورزی
گردشگری کشاورزی،

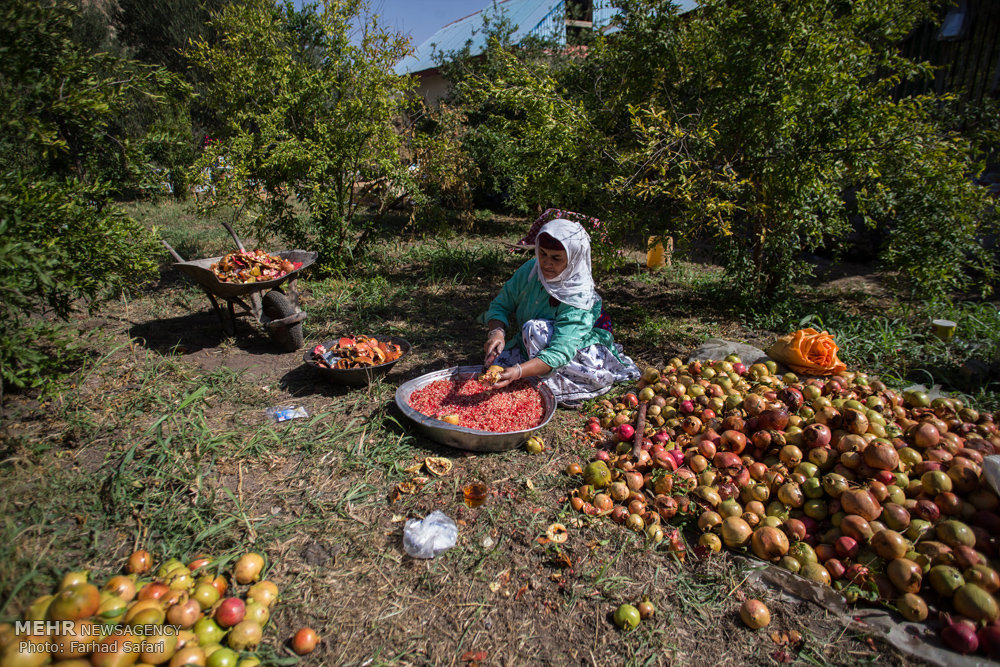
برداشت انار در روستای انبوه رودبار استان گیلان

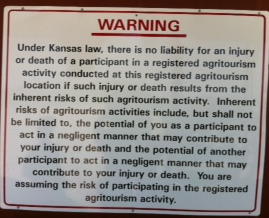
رفع مسئولیت حقوقی در یک تجارت آژانس گردشگری کانزاس

 اگروتوریسم یا اگریتوریسم (به انگلیسی: Agritourism or agrotourism) شامل هرگونه عملیات یا فعالیتی است که بازدیدکنندگان را به یک مزرعه، باغ یا دامداری می‌کشاند.

## تعاریف
گردشگری کشاورزی تعاریف مختلفی در نقاط مختلف جهان دارد و در برخی موارد مانند ایتالیا، به‌طور خاص به اقامتگاه‌های داخل مزارع اشاره دارد. در موارد دیگر، اگروتوریسم فعالیت‌های گسترده‌ای مانند، خرید مستقیم محصول از غرفه مزرعه، حرکت در پیچ‌وخم‌های مزرعه ذرت، برداشت میوه، غذا دادن به حیوانات یا اقامت در مزرعه به همراه صبحانه را شامل می‌شود. این فعالیت‌ها حداقل در یکی از پنج دسته اگروتوریسم قرار می‌گیرند. پنج دسته عبارتند از: فروش مستقیم به مصرف‌کننده (مثلاً در غرفه‌های مزارع یا چیدن محصول توسط خود مشتری)، آموزش کشاورزی (بازدید مدرسه از یک مزرعه)، مهمان نوازی (اقامت شبانه در مزرعه)، تفریح (شکار و اسب‌سواری) و سرگرمی (گاری‌سواری، شام‌های برداشت).